# John Swan
Sir John William David Swan, né le 3 juillet 1935, est un homme politique britannique des Bermudes, membre du Parti bermudien uni. Promoteur immobilier et philanthrope, Sir John W. Swan est Premier ministre des Bermudes de 1982 à 1995.

## Biographie
John William David Swan naît aux Bermudes le 3 juillet 1935. Atteint de problème de vue et de dyslexie, il poursuit néanmoins ses études au West Virginia Wesleyan College à Buckhannon (États-Unis). Il ouvre en 1962 une entreprise de promotion immobilière devenue aujourd'hui l'une des plus importantes des Bermudes. Elle participe notamment au développement d'Hamilton. Il s'investit aussi dans de nombreux organismes économiques et charitables.
Son parcours politique commence en 1972 quand il est élu sous les couleurs du Parti bermudien uni. En 1975, il devient ministre de l'Air et de la Marine dans le gouvernement de John Sharpe, puis en 1976, il devient ministre de l'Immigration et du Travail et lance une réforme du marché du travail pour le rendre plus efficace.
En 1982, il succède à David Gibbons comme Premier ministre des Bermudes. Durant son mandat, John Swan mène une politique en faveur des investissements étrangers, tout en s'opposant fermement aux velléités indépendantistes. En 1990, il devient chevalier de l'ordre de l'Empire britannique. En 1995, il fait campagne en faveur de l'indépendance mais est contraint à la démission au profit de David Saul après le vote négatif du référendum. Il tente alors d'outrepasser un vote du Parlement des Bermudes pour augmenter le nombre de restaurants McDonald's aux Bermudes. 
Il abandonne son siège de député en 1997 pour se consacrer au développement de ses affaires.